# Сілана (співачка)
Сіла́на (фр. Silana; справжнє ім'я: Світлана Олександрівна Зубченко; нар. 20 березня 1985, Київ, Київська область, Україна) — українська поп-співачка, автор пісень, кіноакторка.
В музичному світі відома по відеокліпам "БиоВолны" та "Мы стали ветром"[недоступне посилання з липня 2019].
Професійна акторка (випускниця факультету кінематографії і телебачення, спеціальність «Кіно-телемистецтво» Київського національного університету театру, кіно і телебачення ім. І. К. Карпенка-Карого). У 2007 р. закінчила також аспірантуру (асистентуру-стажування) в зазначеному університеті.
З 6 років займалася вокалом у Будинку творчості дітей та юнацтва. Декілька років навчалася грі на гітарі та фортепіано. Сценічну кар'єру розпочала в 2001 р., одночасно із вступом до університету.
Після закінчення університету почала працювати диктором (озвучування та дубляж) в різних звукозаписуючих компаніях.
В кіно відома по ролям Аннички в фільмі "Один - в полі воїн" (2003), Лізи Соломатіної в фільмі «Таємниця Святого Патріка» (2005), Маші в фільмі «Дві сторони однієї Анни» (2008), Оксани в фільмі «Крапля світла» (2009), а також низці інших ролей. Співробітничала з багатьма відомими акторами та режисерами.
У 2010 р. почала сольну кар'єру під сценічним псевдонімом «Сілана» («Silana», що в перекладі з давньофранцузької означає «гідна»). У 2011 р. вийшов її дебютний відеокліп "БиоВолны". Тоді ж вона стала обличчям дизайнера Ольги Вільчинської.
В лютому 2012 р. не телеекрани вийшов другий кліп співачки на ліричну композицію "Мы стали ветром"[недоступне посилання з липня 2019]. Прем'єра відбулася на музичному телеканалі М-1.

## Фільмографія
- 2003 «Один - в полі воїн» (реж. Г. Вірста, кіностудія «Захід Фільм») — Анничка (головна жіноча роль)
- 2005 «Таємниця Святого Патріка» / «Тайна Святого Патрика» (рос.) (реж. А. Бенкендорф) — Ліза Соломатіна
- 2006 «Вовчиця» / «Волчица» (рос.) (реж. Б. Недіч) — танцівнииця
- 2006 «Сестри по крові» / «Сестры по крови» (рос.) (реж. В. Рожко) — Лєна
- 2008 «Дві сторони однієї Анни» / «Две стороны одной Анны» (рос.) (реж. В. Альошечкін, О. Масленніков) — Маша
- 2009 «Крапля світла» / «Капля света» (рос.) (виробництво StarMedia) — Оксана
- 2010 «За законом» / «По закону» (рос.) (реж. А. Руденко) — Рімма Котик
- 2010 «108 хвилин» / «108 минут» (рос.) (реж. Б. Недіч) — Зіна

Зіграла велику кількість епізодичних ролей: «Профессия — жена», «Дивы ночи», «Театр обречённых» (2005), «Мухтар», «От тюрьмы — до сумы…», «Золотые парни-2» (2006), «Кровавый круг», «Ликвидация» (2007), «Год золотой рыбки» (2007), «Дом, милый дом», «Родные люди», «Рябины гроздья алые» (2009) та ін.
Також знімалася в рекламі та музичних відеокліпах.

## Інші факти про Сілану
Працювала асистентом викладача з майстерності актора в КНУТКіТ ім. Карпенка-Карого.
Захоплюється моделюванням одягу. Спробувала себе як стиліста гурту Noralasso в кліпі «Капля в молоке» (2008), в якому зіграла одну з головних ролей.
Пише тексти пісень різних стилів для себе та інших артистів (співпрацюючи із молодим музикантом, аранжувальником Кахабером Алавердашвіли (aka Leo.K)).
Член Спілки кінематографістів України (з 2007 р.).